# FIA Formel 2 på Marrakech Street Circuit 2010
FIA Formel 2 på Marrakech Street Circuit 2010 var den andra tävlingshelgen i FIA Formula Two Championship 2010. Deltävlingarna kördes på Marrakech Street Circuit som supportrace till FIA WTCC Race of Morocco 2010 den 1-2 maj.

## Inför
FIA Formula Two Championship kom ifrån Silverstone Circuit där de hade tävlat två veckor tidigare. De båda segrarna i de racen, Jolyon Palmer och Philipp Eng, låg som etta och tvåa i mästerskapet.
Tom Gladdis avstod tävlingen.

## Kval 1
| P. | Nr | Förare                  | Tid       | Avstånd |
| -- | -- | ----------------------- | --------- | ------- |
| 1  | 48 | Dean Stoneman           | 1:32.559  | +0,000  |
| 2  | 3  | Jolyon Palmer           | 1:32.836  | +2,777  |
| 3  | 11 | Jack Clarke             | 1:32.853  | +0,294  |
| 4  | 17 | Johan Jokinen           | 1:32.939  | +0,380  |
| 5  | 19 | Nicola de Marco         | 1:32.957  | +0,398  |
| 6  | 33 | Philipp Eng             | 1:32.995  | +0,436  |
| 7  | 2  | Will Bratt              | 1:32.854  | +0,640  |
| 8  | 6  | Armaan Ebrahim          | 1:33.300  | +0,741  |
| 9  | 12 | Kelvin Snoeks           | 1:33.461  | +0,902  |
| 10 | 14 | Sergei Afanasiev        | 1:33.466  | +0,907  |
| 11 | 4  | Benjamin Bailly         | 1:33.481  | +0,922  |
| 12 | 9  | Mihai Marinescu         | 1:33.482  | +0,923  |
| 13 | 27 | Paul Rees               | 1:33.703  | +1,144  |
| 14 | 7  | Ivan Samarin            | 1:33.766  | +1,207  |
| 15 | 26 | Parthiva Sureshwaren    | 1:34.370  | +1,811  |
| 16 | 5  | Ricardo Teixeira        | 1:34.884  | +2,325  |
| 17 | 77 | Natalia Kowalska        | 1:35.807  | +3,248  |
| 18 | 8  | Plamen Kralev           | 1:36.051  | +3,492  |
| 19 | 10 | Benjamin Lariche        | 1:37.327  | +4,768  |
| 20 | 28 | Ajith Kumar             | 1:37.802  | +5,243  |
| 21 | 21 | Kazimieras Vasiliauskas | ingen tid |         |

## Race 1
Målgång skedde bakom Safety Car. Racet vanns av Dean Stoneman.
| P. | Nr | Av. | Förare                  | Varv | Avstånd   | Poäng |
| -- | -- | --- | ----------------------- | ---- | --------- | ----- |
| 1  | 48 | →   | Dean Stoneman           | 19   | 42:59,528 | 25    |
| 2  | 33 | ↑4  | Philipp Eng             | 19   | +1,277    | 18    |
| 3  | 12 | ↑6  | Kelvin Snoeks           | 19   | +1,820    | 15    |
| 4  | 7  | ↑10 | Ivan Samarin            | 19   | +2,485    | 12    |
| 5  | 5  | ↑11 | Ricardo Teixeira        | 19   | +3,500    | 10    |
| 6  | 6  | ↑2  | Armaan Ebrahim          | 19   | +3,781    | 8     |
| 7  | 27 | ↑6  | Paul Rees               | 19   | +4,733    | 6     |
| 8  | 14 | ↑2  | Sergei Afanasiev        | 19   | +5,451    | 4     |
| 9  | 10 | ↑10 | Benjamin Lariche        | 19   | +6,708    | 2     |
| 10 | 21 | ↑11 | Kazimieras Vasiliauskas | 19   | +7,382    | 1     |
| 11 | 26 | ↑4  | Parthiva Sureshwaren    | 19   | +7,852    |       |
| 12 | 8  | ↑6  | Plamen Kralev           | 19   | +9,442    |       |
| 13 | 28 | ↑7  | Ajith Kumar             | 19   | +11,099   |       |
| -  | 3  | ↓12 | Jolyon Palmer           | 16   | Bröt      |       |
| -  | 17 | ↓11 | Johan Jokinen           | 13   | Bröt      |       |
| -  | 77 | ↑1  | Natalia Kowalska        | 8    | Bröt      |       |
| -  | 9  | ↓5  | Mihai Marinescu         | 7    | Bröt      |       |
| -  | 11 | ↓15 | Jack Clarke             | 0    | Bröt      |       |
| -  | 19 | ↓14 | Nicola de Marco         | 0    | Bröt      |       |
| -  | 2  | ↓13 | Will Bratt              | 0    | Bröt      |       |
| -  | 4  | ↓10 | Benjamin Bailly         | 0    | Bröt      |       |

## Kval 2
| P. | Nr | Förare                  | Tid      | Avstånd |
| -- | -- | ----------------------- | -------- | ------- |
| 1  | 33 | Philipp Eng             | 1:30,186 | +0,000  |
| 2  | 48 | Dean Stoneman           | 1:30,719 | +0,533  |
| 3  | 17 | Johan Jokinen           | 1:30,996 | +0,810  |
| 4  | 2  | Will Bratt              | 1:31,013 | +0,827  |
| 5  | 21 | Kazimieras Vasiliauskas | 1:31,348 | +1,162  |
| 6  | 9  | Mihai Marinescu         | 1:31,511 | +1,325  |
| 7  | 11 | Jack Clarke             | 1:31,533 | +1,347  |
| 8  | 19 | Nicola de Marco         | 1:31,581 | +1,395  |
| 9  | 3  | Jolyon Palmer           | 1:31,620 | +1,434  |
| 10 | 12 | Kelvin Snoeks           | 1:31,723 | +1,537  |
| 11 | 6  | Armaan Ebrahim          | 1:31,730 | +1,544  |
| 12 | 14 | Sergei Afanasiev        | 1:31,767 | +1,581  |
| 13 | 4  | Benjamin Bailly         | 1:31,993 | +1,807  |
| 14 | 27 | Paul Rees               | 1:32,421 | +2,235  |
| 15 | 7  | Ivan Samarin            | 1:32,673 | +2,487  |
| 16 | 26 | Parthiva Sureshwaren    | 1:33,177 | +2,991  |
| 17 | 77 | Natalia Kowalska        | 1:33,391 | +3,205  |
| 18 | 10 | Benjamin Lariche        | 1:33,635 | +3,449  |
| 19 | 5  | Ricardo Teixeira        | 1:33,635 | +3,464  |
| 20 | 28 | Ajith Kumar             | 1:34,906 | +4,720  |
| 21 | 8  | Plamen Kralev           | 1:35,483 | +5,297  |

## Race 2
Tre bilar startade från depån, bland annat Jack Clarke och Natalia Kowalska. Philipp Eng gjorde en bra start från pole position, medan Dean Stoneman gjorde en sämre och tappade Johan Jokinen ned till tredje plats. Mihai Marinescu kom inte iväg över huvud taget. Jokinen fick inte njuta av sin dåvarande andraplats så länge, för det dröjde inte många sekunder innan Stoneman var ikapp och försökte komma om. Försöket misslyckades dock då han bromsade för sent och tvingades gena över chikanen och släppa förbi Jokinen igen. Ned emot chikanen missbedömde Ricardo Teixeira situationen helt när han och Ivan Samarin kämpade om positionerna. Teixeira körde in i Samarins bil bakifrån och lyftes rätt upp i luften. Han flög flera meter upp och gjorde till och med en volt. Bilen flög förbi flera av de framförvarande bilarna innan den landade på hjulen igen och gjorde några piruetter, träffade Benjamin Baillys bil och tog eld för en kort stund. Flera andra bilar, vilka körde in i varandra mitt i kaoset, tvingades även bryta. Teixeira och övriga förare klarade sig utan skador.
Safety Car togs ut på banan och höll fältet uppe i hela sex varv, innan den gick in i depån igen. Då återstod endast en knapp kvart av tävlingens maxlängd. Varvräkningen byttes ut emot en nedtickande klocka. När omstarten gick drog Philipp Eng ifrån direkt. Många förare var inte beredda på den plötsliga omstarten och stora luckor uppstod snabbt.
I den sista kurvan tog sig Dean Stoneman om Johan Jokinen. Will Bratt, som låg med i klungan, gjorde ett litet misstag i samma kurva som Teixeira kraschade, kom långt ut och tappade några sekunder. Stoneman hade i det läget fått upp farten rejält och började jakten på ledaren Eng. Han lyckades på ett varv plocka in en hel sekund och sätta snabbaste varv i tävlingen. Ajith Kumar snurrade och var tvungen att vända runt, vilket han löste genom att köra åt fel håll några meter.
Bratt tog sig om Kazimieras Vasiliauskas upp till tredje plats. Jokinen bröt. När fyra minuter av tävlingen återstod var Stoneman ikapp Eng. Han försökte stressa Eng, men fick en sladd in i sista kurvan och tappade runt 1,3 sekunder igen. I kampen om femteplatsen tog sig Jolyon Palmer om Armaan Ebrahim, men Ebrahim genade över chikanen och tog tillbaka platsen. I chikanen efter var det Palmers tur att gena och tog sig då om Ebrahim igen.
På det sista varvet snurrade Kumar igen och Stoneman var ikapp Eng ytterligare en gång. Han försökte komma om, men klarade det inte. Philipp Eng korsade därför mållinjen först och fick kliva högst upp på pallen.
| P. | Nr | Av. | Förare                  | Varv | Avstånd   | Poäng |
| -- | -- | --- | ----------------------- | ---- | --------- | ----- |
| 1  | 33 | →   | Philipp Eng             | 17   | 35:42,174 | 25    |
| 2  | 48 | →   | Dean Stoneman           | 17   | +1,955    | 18    |
| 3  | 2  | ↑1  | Will Bratt              | 17   | +5,146    | 15    |
| 4  | 21 | ↑1  | Kazimieras Vasiliauskas | 17   | +8,534    | 12    |
| 5  | 3  | ↑4  | Jolyon Palmer           | 17   | +15,987   | 10    |
| 6  | 6  | ↑5  | Armaan Ebrahim          | 17   | +16,851   | 8     |
| 7  | 14 | ↑5  | Sergei Afanasiev        | 17   | +20,375   | 6     |
| 8  | 27 | ↑6  | Paul Rees               | 17   | +21,785   | 4     |
| 9  | 12 | ↑1  | Kelvin Snoeks           | 17   | +24,990   | 2     |
| 10 | 10 | ↑8  | Benjamin Lariche        | 17   | +28,853   | 1     |
| 11 | 77 | ↑6  | Natalia Kowalska        | 17   | +40,783   |       |
| 12 | 8  | ↑9  | Plamen Kralev           | 17   | +48,939   |       |
| 13 | 28 | ↑7  | Ajith Kumar             | 15   | +2 varv   |       |
| 14 | 9  | ↓8  | Mihai Marinescu         | 15   | +2 varv   |       |
| -  | 17 | ↓12 | Johan Jokinen           | 12   | Bröt      |       |
| -  | 4  | ↓3  | Benjamin Bailly         | 0    | Bröt      |       |
| -  | 19 | ↓9  | Nicola de Marco         | 0    | Bröt      |       |
| -  | 7  | ↓3  | Ivan Samarin            | 0    | Bröt      |       |
| -  | 5  | →   | Ricardo Teixeira        | 0    | Bröt      |       |
| -  | 26 | ↓4  | Parthiva Sureshwaren    | 0    | Bröt      |       |
| -  | 11 | ↓14 | Jack Clarke             | 0    | Bröt      |       |